# Olé Coltrane
Olé Coltrane is het negende album van de Amerikaanse jazzsaxofonist John Coltrane. Het werd op 25 mei 1961 opgenomen in de A&R studios in New York en in februari 1962 uitgebracht door Atlantic Records.

## Achtergrond
Voor de opname van Olé Coltrane werkte Coltrane samen met twee muzikanten uit de Africa/Brass-sessie, namelijk Art Davis (contrabas) en Freddie Hubbard (trompet). Olé Coltrane was het laatste album dat John Coltrane onder Atlantic Records uitbracht. Twee dagen voor de opname van Olé Coltrane was John Coltrane begonnen met zijn eerste opnamesessies voor zijn nieuwe label, Impulse! Records.
Mogelijk kreeg Coltrane belangstelling voor Spaanse muziek door het album Sketches of Spain dat Miles Davis in 1960 uitbracht. De structuur en melodie van het nummer Olé is afgeleid van het Spaanse volkslied El Vito. De overige nummers, Dahomey Dance en Aisha, hebben Afrikaanse titels, maar zijn ook beïnvloed door Spaanse muziek.

## Tracklist
- Olé – 18:17
- Dahomey Dance – 10:53
- Aisha – 7:40

Bonustrack op de Atlantic 50th Anniversary Jazz Gallery-serie uit 2000
- Original Untitled Ballad (To Her Ladyship) – 9:00[2]

## Bezetting
- John Coltrane – sopraansaxofoon, tenorsaxofoon
- Freddie Hubbard — trompet
- Eric Dolphy[3] — fluit, altsaxofoon
- McCoy Tyner – piano
- Reggie Workman – contrabas
- Art Davis – contrabas
- Elvin Jones – drums